# ほうれい線

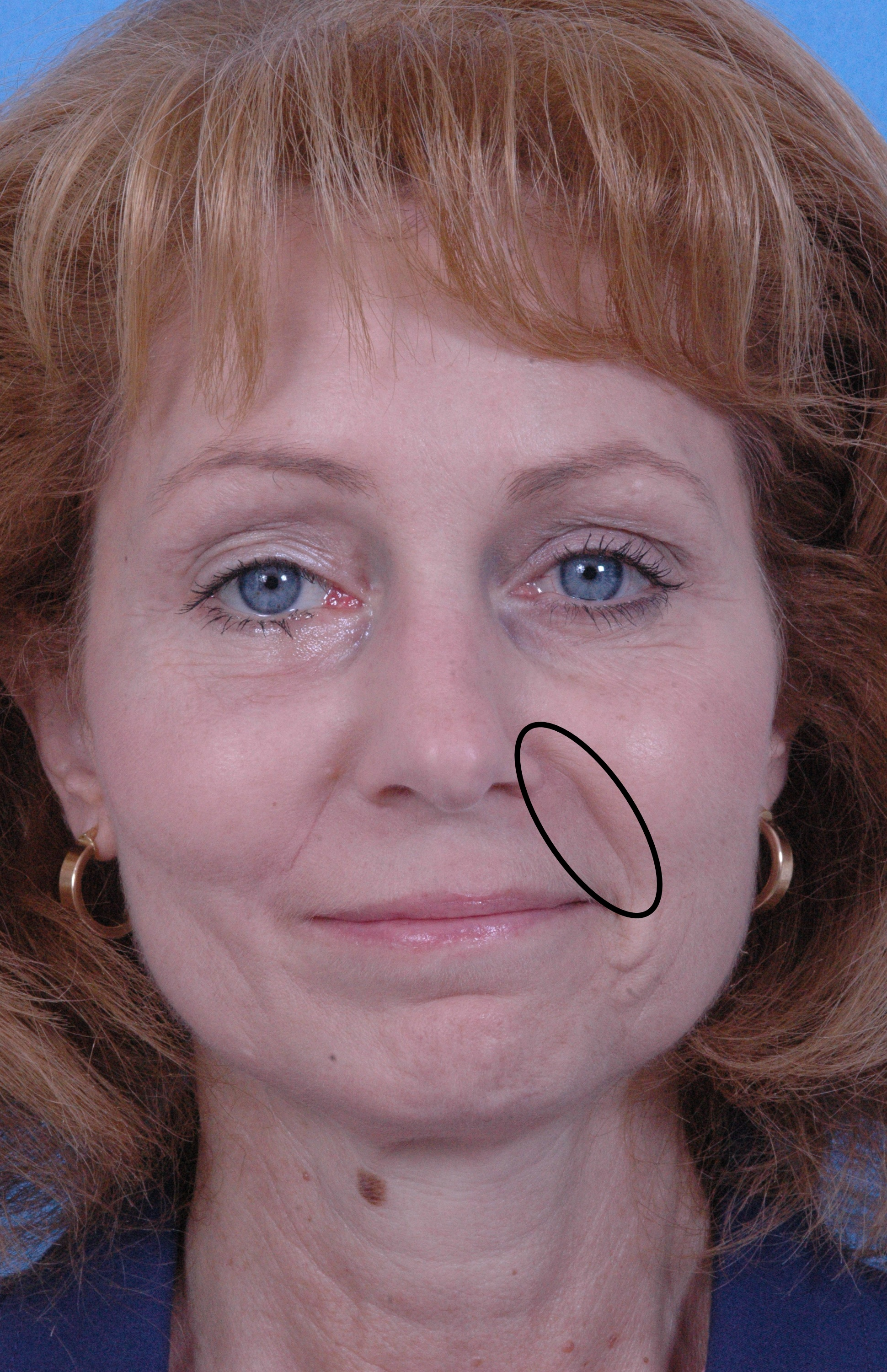
ほうれい線

ほうれい線（）はヒトの鼻の側面から唇の端へ伸びる溝である。法令線、豊麗線、豊齢線、鼻唇溝（、英: nasolabial fold）とも。

## 概説
ほうれい線は「鼻唇溝」の名が示すとおり、鼻の側面から始まり唇の端へと伸びる溝である。左右の計2本が存在する。組織学的には、顔面内部にあるSMASが頬の Type I から口唇周囲部の Type II へ切り替わる境界線の窪みがほうれい線にあたる。
ほうれい線は口唇の上外側縁を構成する。また頬の前縁を構成する。そのため口唇と頬の境界線をなしている。
ほうれい線の形状や角度には個人差があり、顔表面を直線状に走る場合もあれば凹状・凸状に走る場合もある。主に加齢によって中年以降に目立ち始めることが多く、若年期までは目立たない人もいる。ほうれい線の深さは見た目の年齢を大きく左右する。
地倉、禾髎、巨髎といった顔のツボを刺激することで改善効果が見込めるとも。
ほいれい線はしわでは無く、頬の境界線である。

### 原因
原因としては以下のものが挙げられている。
- 加齢
- 乾燥
- 喫煙
- ストレス
- 紫外線
- バランスの偏った食事
- ビタミンC不足
- コラーゲン不足

## 名前
中国の面相学においては「法令紋」と称されるが、その語源は未詳である。「豊麗線」、「豊齢線」は当て字。「頬齢（）線」という表記も見られるが、誤りである。英語では「笑顔の線」を意味する「smile lines」や「笑いの線」を意味する「laugh lines」などと言う。
解剖学においてもこの溝は様々な英名で呼ばれる。以下はその一例である：
- 英: nasolabial fold: 「鼻（naso-）から口唇（labial）にかけての fold」の意
- 英: nasolabial groove
- 英: melolabial fold: 「頬（melo-）と口唇（labial）を分ける fold」の意
- 英: nasomandibular fold: 「鼻（naso-）から下顎（mandibular）にかけての fold」の意